# Vannes
Vannes (bretonska: Gwened) (uttal (fil)) är en fransk kommun i departementet Morbihan, Bretagne. År 2022 hade Vannes 54 955 invånare.

## Geografi
Vannes ligger vid Golfe du Morbihan där floden Vannes (kallas även Marle) har sitt utflöde i Atlanten.

## Historia
Staden grundades för över 2000 år sedan av veneter, en västkeltisk stam. Vannes hette då Darioritum. Veneterna besegrades av Julius Caesar 54 f.Kr. i samband med att Caesar invaderade England.

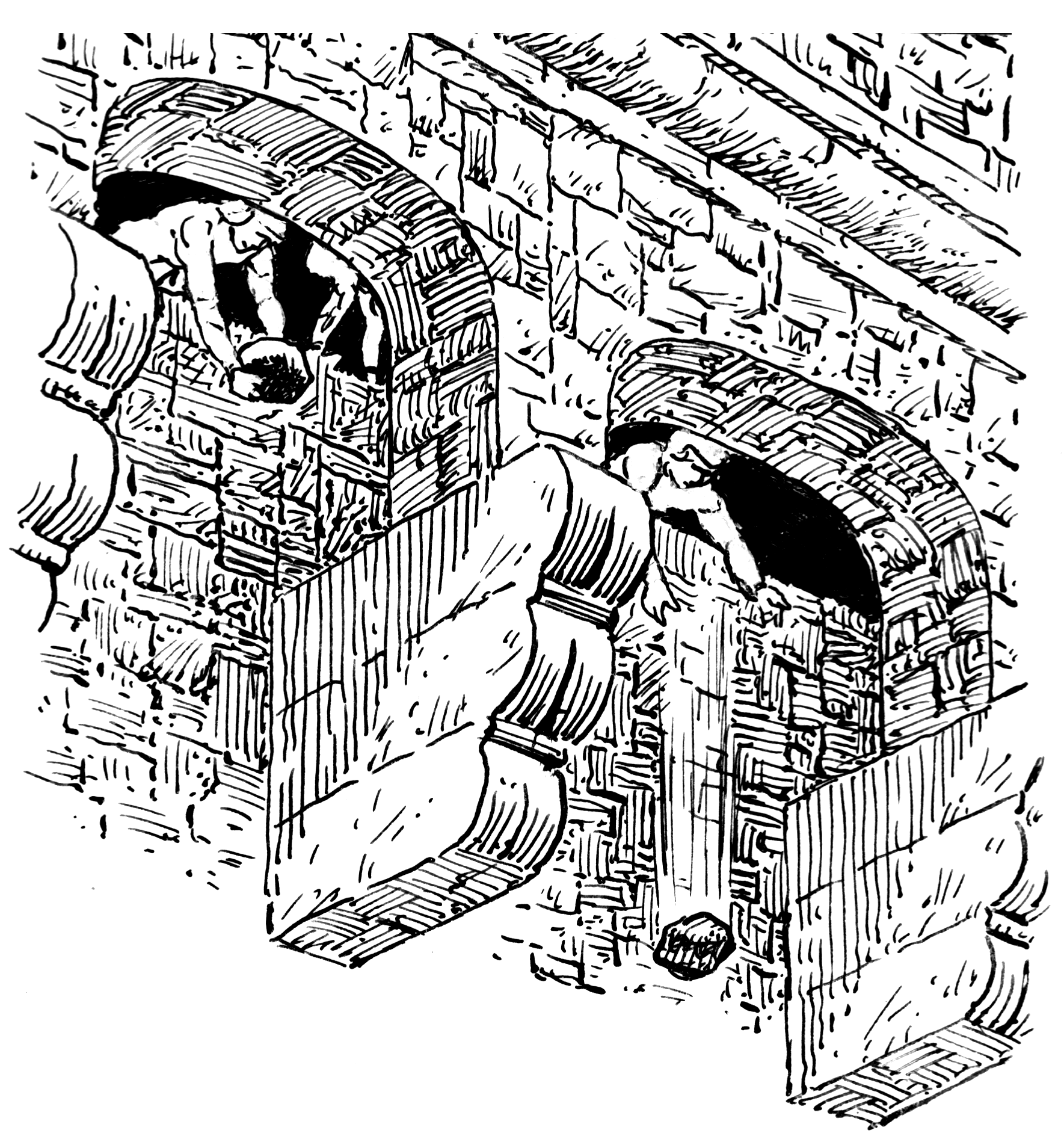
Teckning av stupglugg

På 200-talet uppfördes murar som omgärdade fem hektar av stadens yta.
Staden gynnades av sin hamn och det fördelaktiga läget vid havet. På 500-talet blev den biskopssäte och på 1100-talet uppfördes en katedral, Cathédrale Saint-Pierre.
På 1300-talet utvidgades de av Johan IV, hertig av Bretagne till skydd under Bretonska tronföljdskriget.
Hamnen skyddades också av murar och torn med bröstvärn och stupgluggar.
1419 dog Vicente Ferrer som ligger begravd i katedralen och är stadens skyddshelgon.

## I litteraturen
Alexandre Dumas den äldre låter en av sina hjältar, musketören Aramis, bli biskop i Vannes.

## Bilder tagna runt och i katedralen

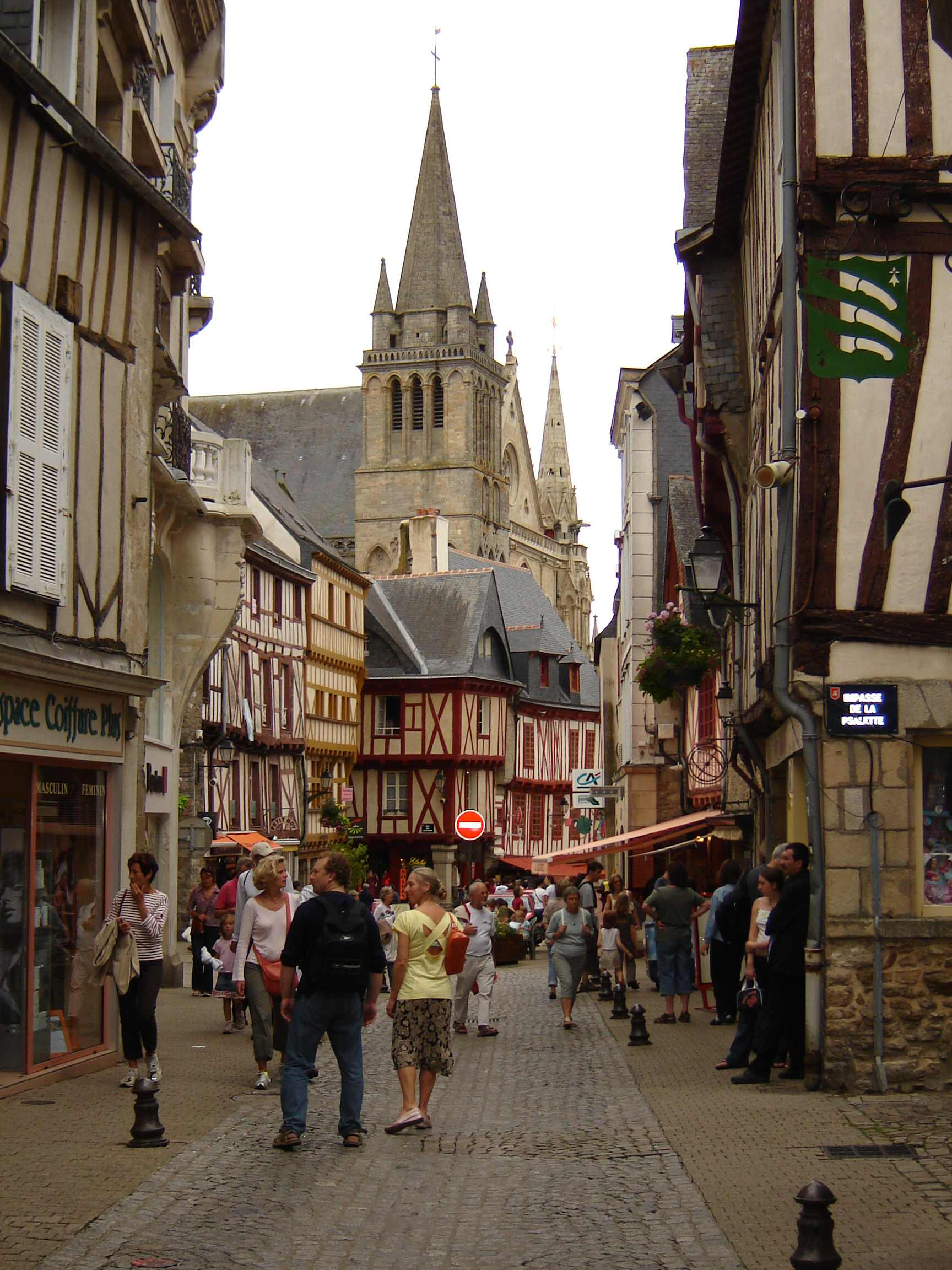
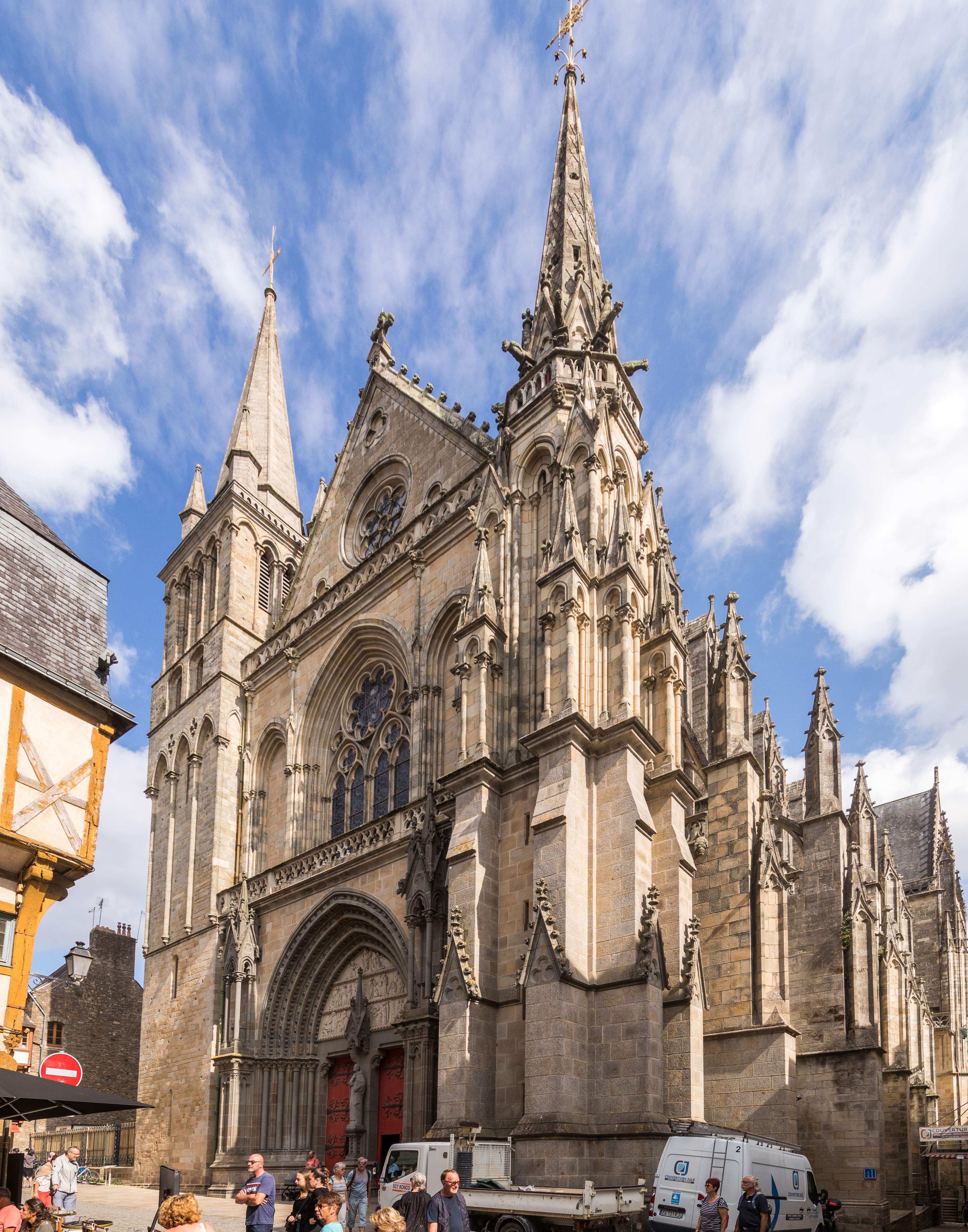
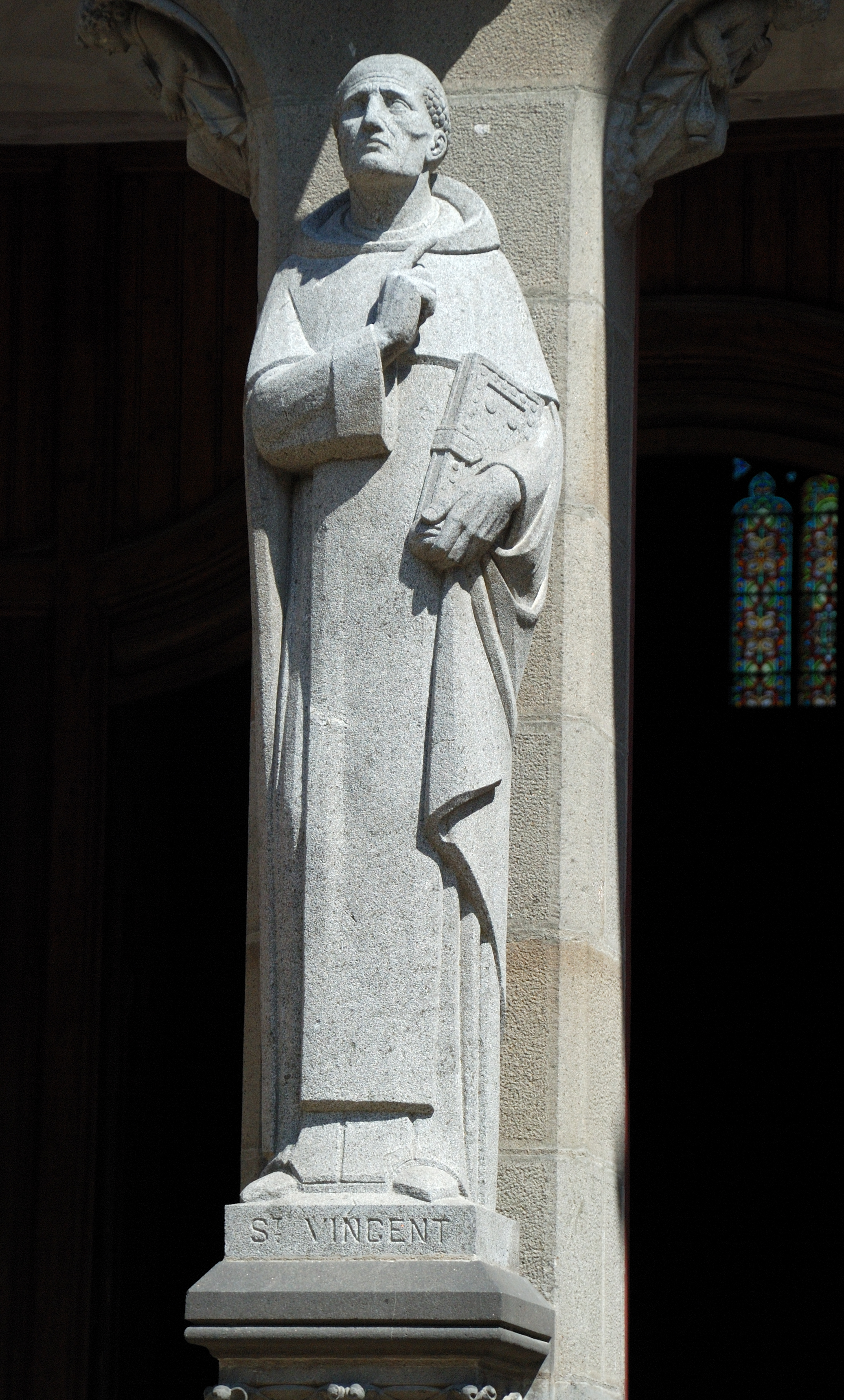
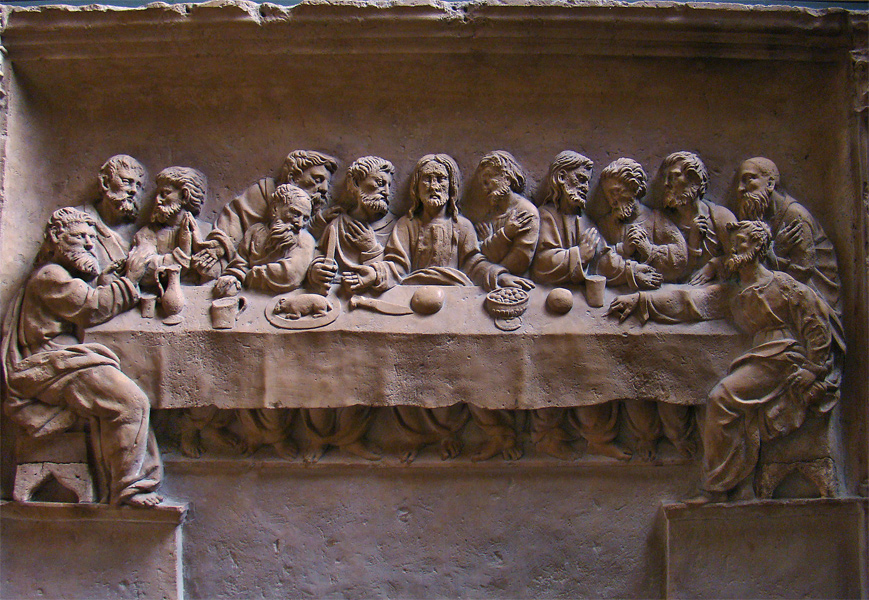
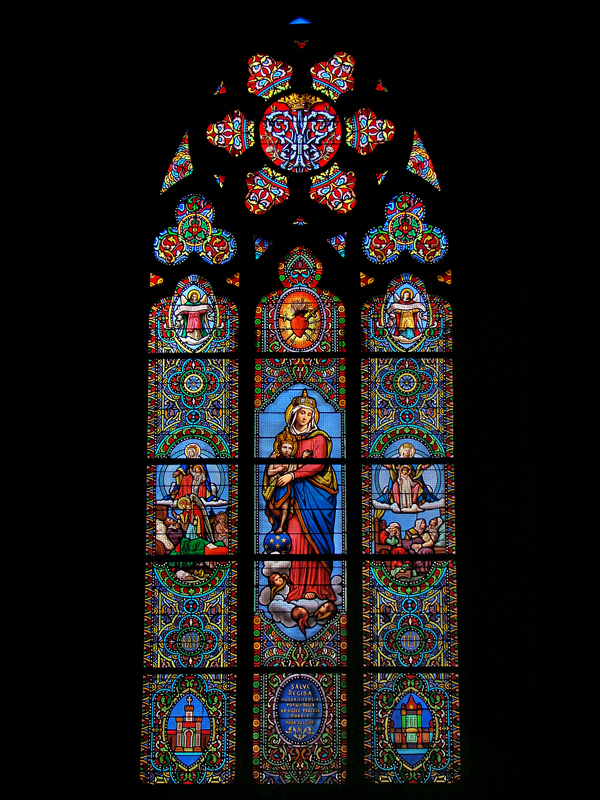

## Befolkningsutveckling
Antalet invånare i kommunen Vannes
| Referens: INSEE |